# Neckeropsis bequaertii
Neckeropsis bequaertii là một loài rêu trong họ Neckeraceae. Loài này được Thér. & Naveau mô tả khoa học đầu tiên năm 1942.
Danh pháp khoa học của loài này chưa được làm sáng tỏ. 